# Jules Rossi
Giulio (Jules) Rossi (Acquanera di San Giustina, 3 november 1914 - Champigny-sur-Marne, 30 juni 1968) was een Italiaans wielrenner. 

## Biografie
Rossi was professioneel wielrenner van 1935 tot 1950. Hij behoorde tot een generatie Italianen die in de dertiger jaren van de twintigste eeuw in Frankrijk gingen wonen om de armoede in Italië te ontlopen. Veel van deze jonge immigranten droomden van een wielercarrière, Rossi was een van hen. In tegenstelling met anderen behield Rossi zijn Italiaanse nationaliteit, maar als wielrenner werd hij in Frankrijk populairder dan in Italië, waar men hem amper kende. Zijn voornaam werd evenwel wel verfranst tot Jules.
Hij behaalde verschillende grote successen, waaronder overwinningen in de klassiekers Parijs-Roubaix (1937) en Parijs-Tours (1938). In hetzelfde jaar 1938 won hij een etappe in de Ronde van Frankrijk en in 1941 de prestigieuze Grand Prix des Nations.
Zijn overwinning in Parijs-Tours in 1938 werd verwezenlijkt met een gemiddelde snelheid van 42,097 km/h, een record dat toen een absoluut snelheidsrecord was voor alle wielerkoersen met een lengte van 200 km en meer. Hij werd hiermee de houder van de zogenaamde "Gele wimpel" (Ruban jaune). Dit record hield 10 jaar stand en werd in 1948 verbeterd door de Belg Rik Van Steenbergen in de klassieker Parijs-Roubaix.

## Overwinningen en andere ereplaatsen
1936
- 5e in Parijs-Roubaix
- 2e in Bordeaux-Parijs
- 1e in het eindklassement Parijs-Saint Étienne

1937
- 1e in Parijs-Roubaix
- 5e in de Grand Prix des Nations

1938
- 1e in Parijs-Tours
- 3e in Bordeaux-Parijs
- 1e in de 6e etappe Ronde van Frankrijk
- 4e in de Grand Prix des Nations

1939
- 4e in Bordeaux-Parijs

1941
- 1e in de Grand Prix des Nations (in bezette zone)
- 4e in de Grand Prix des Nations (in vrije zone)
- 1e in Parijs-Reims

1942
- 3e in Parijs-Tours
- 3e in de Grand Prix des Nations (in bezette zone)

1943
- 1e in Parijs-Reims
- 2e in de Grand Prix des Nations

1944
- 2e in Parijs-Roubaix
- 2e in de Grand Prix des Nations

## Resultaten in voornaamste wedstrijden
| Jaar | Ronde van Italië | Ronde van Frankrijk | Ronde van Spanje |
| ---- | ---------------- | ------------------- | ---------------- |
| 1936 |                  |                     |                  |
| 1937 |                  |                     |                  |
| 1938 |                  | opgave (1)          |                  |
| 1939 |                  |                     |                  |
| 1941 |                  |                     |                  |
| 1942 |                  |                     |                  |
| 1943 |                  |                     |                  |
| 1944 |                  |                     |                  |

| Jaar | Milaan-San Remo | Ronde van Vlaanderen | Parijs-Roubaix | Parijs-Tours |
| ---- | --------------- | -------------------- | -------------- | ------------ |
| 1936 |                 |                      | 5e             | 8e           |
| 1937 | 9e              |                      | ↑              |              |
| 1938 | 12e             |                      | 21e            | Goud         |
| 1939 |                 | 13e                  |                | 16e          |
| 1941 |                 |                      |                | 23e          |
| 1942 |                 |                      |                | Brons        |
| 1943 |                 |                      | 51e            |              |
| 1944 |                 |                      | ↑              |              |